# Karl-Heinz Gundersdorf
Karl-Heinz Gundersdorf (* 25. Dezember 1957 in Essen) ist ein ehemaliger deutscher Fußballspieler.

## Sportlicher Werdegang
Gundersdorf entstammt der Jugend von Rot-Weiss Essen. Mit der von Heinz Redepenning trainierten A-Jugend-Mannschaft des Klubs erreichte der Mittelfeldspieler bei der Deutschen Meisterschaft 1975/76 nach Erfolgen über die Nachwuchsmannschaften des 1. FC Köln und VfB Stuttgart das Endspiel gegen den FC Schalke 04. Trotz früher Führung durch Jürgen Sekula ging das Spiel mit einer 1:5-Niederlage verloren. Anschließend rückte Gundersdorf in die RWE-Amateurmannschaft auf.
Im Frühjahr 1979 holte Diethelm Ferner Gundersdorf zeitweise in die Profimannschaft, am 36. Spieltag der Spielzeit 1978/79 debütierte er bei einer 1:3-Heimniederlage gegen Viktoria Köln als Einwechselspieler für Siegfried Bönighausen in der 2. Bundesliga. In der Folgezeit schwankte er zwischen Amateur- und Wettkampfmannschaft, dabei kam er unregelmäßig in der zweiten Liga zum Einsatz. Gegen Ende der  Spielzeit 1979/80 etablierte er sich unter Rolf Schafstall in der Zweitligamannschaft und stand nach Erreichen der Nord-Vizemeisterschaft hinter Arminia Bielefeld bei den Aufstiegsspielen zur 1. Bundesliga gegen den Süd-Zweiten Karlsruher SC in der Startformation. Nach der 1:5-Hinspielniederlage war ein 3:1-Rückspielerfolg zu wenig für den Wiederaufstieg des vormaligen Bundesligisten. In der folgenden Saison war er mit 36 Saisonspielen gesetzter Stammspieler, als Tabellenachter gelang die Qualifikation für die eingleisige 2. Bundesliga. Beim 5:4-Erfolg über Tabellenschlusslicht Rot-Weiß Lüdenscheid gelang ihm mit dem Treffer zur zwischenzeitlichen 3:2-Führung sein erstes Zweitligator. Zeitweise mit Verletzungen kämpfend bestritt er in den beiden folgenden Spielzeiten jeweils 27 Ligaspiele, in der Spielzeit 1983/84 war er mit 36 Saisoneinsätzen unter den Trainern Rolf Bock, János Bédl, Burkhard Schacht und Siegfried Melzig wieder Dauerbrenner. Der Klub verpasste jedoch am Saisonende den Klassenerhalt und stieg in die drittklassige Oberliga Nordrhein ab.
Später spielte Gundersdorf für den Ortsrivalen Schwarz-Weiß Essen in der Oberliga Nordrhein. 1989 wechselte er gemeinsam mit Frank Islacker zum Essener Stadtteilklub SV Kray 04, um dort die Karriere ausklingen zu lassen. 1991 gelang den beiden mit der Mannschaft der Landesligaaufstieg.